# Vertretungen der deutschen Regionen und kommunalen Verbände bei der Europäischen Union
Vertretungen der deutschen Regionen und kommunalen Verbände bei der Europäischen Union sind neben der Ständigen Vertretung der Bundesrepublik Deutschland bei der Europäischen Union, der Gemeinsamen Vertretung der deutschen Länder und den einzelnen Landesvertretungen der deutschen Länder weitere deutsche Vertretungen bei der Europäischen Union in Brüssel.

## Bestehende Vertretungen
Als Vertretungen der deutschen Regionen und kommunalen Verbände existieren im Moment
- das Europabüro des Deutschen Landkreistags
- das Europabüro des Deutschen Städtetags
- das Europabüro des Deutschen Städte- und Gemeindebundes
- als Teil einer Bürogemeinschaft der baden-württembergischen, bayerischen und der sächsischen Kommunen:
  - das Europabüro der baden-württembergischen Kommunen (https://www.europabuero-bw.de/)
  - das Europabüro der bayerischen Kommunen (http://www.ebbk.de/)
  - das Europabüro der sächsischen Kommunen
- das Europabüro der Region Stuttgart in den Räumen der Landesvertretung Baden-Württemberg

## Aufgaben und Ziele
Die Vertretungen nehmen die Interessen ihrer Mitglieder auf europäischer Ebene wahr:
- Sie informieren frühzeitig über europapolitische Entwicklungen und nehmen spezifische Interessen bei den EU-Institutionen wahr.
- Sie beraten Wirtschaft, Verbände, bei der Nutzung von EU-Förderprogrammen und vermittelt Kontakte.
- Sie sind Ansprechpartner für Unternehmen, Bildungs- und Forschungseinrichtungen sowie einzelne Bürger.